# William Allen White Cabins
 (mai 2020).
Pour les articles homonymes, voir White.
Les William Allen White Cabins sont des cabanes américaines situées dans le comté de Larimer, dans le Colorado. Protégées au sein du parc national de Rocky Mountain, elles sont inscrites au Registre national des lieux historiques depuis le 25 octobre 1973.